# الخارجين عن القانون (لوست)
«الخارجين عن القانون» (بالإنجليزية: Outlaws) هي الحلقة السادسة عشر من الموسم الأول من المسلسل التلفزيوني الدرامي الأمريكي لوست. أخرج الحلقة جاك بندر وكتبها درو جودارد. تم بثها لأول مرة على قناة ABC في الولايات المتحدة في 16 فبراير 2005. ظهرت شخصية جيمس "سوير" فورد (جوش هولواي) في فلاشباك الحلقة.
شاهد الحلقة ما يقدر بـ 17.87 مليون مشاهد منزلي.

## القصة

### الفلاشباك
سوير يعاني من كوابيس مروّعة تعود إلى طفولته، حيث تعرض لمشهد مروّع رآه في صغره. في الحلم، طلبت والدته منه الاختباء تحت السرير عندما كان والده يطرق الباب بقوة، في حين تغادر لتخبر زوجها ليرحل. خلال هذا الوقت، يكون سوير شاهدًا على جريمة قتل قام بها والده لوالدته، ثم يجلس على السرير الذي يختبئ تحته سوير، ويقتل نفسه.
زميل سابق، هيبس (روبرت باتريك)، يكشف لسوير أن الشخص الذي ألحق به أذى في طفولته (سوير الحقيقي) يعيش الآن في أستراليا تحت اسم فرانك دوكيت. يقرر سوير السفر إلى هناك وبحوزته سلاح ناري، ويتوجه إلى متجر الروبيان الذي يعمل فيه دوكيت. يجري حوار قصير معه، إلا أنه لا يقتله.
سوير يذهب إلى حانة أسترالية ويصادف أنه قابل كريستيان والد جاك شيبارد. كريستيان أخبر سوير أن بعض الناس من المفترض أن يعانون، و«لهذا السبب لن يفوز فريق ريد سوكس بالكأس اللعين أبدًا». يقول إنه يتمنى أن تكون لديه القوة للاتصال بابنه، والتحدث عن مدى فخره به، و «إصلاح كل شيء» بينهم، لكنه أضعف من أن يفعل ذلك. كريستيان يخبر سوير أن يصلح الشيء الذي يجعله يشعر بالسوء.
أطلق سوير النار على فرانك دوكيت، لكن فرانك نفى كونه سوير الحقيقي، وأخبر سوير أنه مدين لهيبس بالمال، مما جعل سوير يدرك أن هذا هو السبب الحقيقي وراء إرسال هيبس له لقتل دوكيت. قال دوكيت لسوير "سوف يعود"، العبارة التي يسمع همسها عندما واجه سوير الخنزير البري في الجزيرة.

### على الجزيرة
بعد أن استفاق سوير جراء الكابوس في منتصف الليل، وجد نفسه مواجهًا لخنزير بري عملاق يهاجم خيمته، وسارع بالفرار باتجاه الغابة. سوير يتبع الخنزير بسرعة، وأثناء تواجده في الغابة، يسمع همسًا يتردد في الهواء، صوتًا يتلفظ بعبارة: "سوف يعود."
في الصباح، في اليوم الثلاثين على الجزيرة والموافق 21 أكتوبر 2004، تحدث سوير إلى سعيد جراح (نافين أندروز) عن الأصوات التي سمعها سعيد عندما كان في الغابة من قبل، وعندما سأله سعيد لماذا يريد أن يعرف، سوير تراجع.
سوير مهووس بالعثور على الخنزير الذي هاجمه ويذهب إلى الغابة مع كيت أوستن (إيفانجلين ليلي) للعثور عليه. خلال لعبة الصراحة («لم أقم بـ...»)، كلاهما يكشفان لبعضهما البعض أنهما قتلا رجلاً من قبل. في صباح اليوم التالي، في اليوم الحادي والثلاثين، استيقظ الاثنان ليجدوا أن متعلقات سوير قد هوجمت بينما بقيت متعلقات كيت على حالها. ينضم إليهم جون لوك (تيري أوكوين) ويخبرهم أن أخته ماتت في سن صغيرة جدًا، وألقت والدتهم الحاضنة باللوم على نفسها، حيث كانت تعاني من اكتئاب حاد. لكن بعد بضعة أشهر، دخل كلب إلى المنزل بدون بطاقات تعريفية أو طوق. نام الكلب في غرفة أخته، ولكن عندما ماتت والدته بعد 5 سنوات، اختفى الكلب. يقول لوك إن والدته اعتقدت أن الكلب كانت أخته التي عادت لتخبرها أن موتها لم يكن خطأها.
أمسك سوير بالخنزير ولكنه قرر عدم قتله، وأعطى جاك سلاحه. الآن جميع الأسلحة النارية مع جاك، الذي أقفلهم مرة أخرى في حقيبة المارشال. أثناء الحديث بينهم، يذكر جاك عبارة «لهذا السبب لن يفوز سوكس بالكأس اللعين أبدًا.» أدرك سوير أن كريستيان هو والد جاك، لكنه لم يخبر جاك أنه قابل كريستيان.

## خلفية
فاز فريق البيسبول المحترف بوسطن ريد سوكس ببطولة العالم في عام 2004 (قبل 4 أشهر من بث حلقة الخارجين عن القانون).

## بعد البث
جذبت هذه الحلقة 17.87 مليون مشاهد أمريكي.

## روابط خارجية
- «الخارجين عن القانون» في ABC
- «الخارجين عن القانون» على قاعدة بيانات الأفلام على الإنترنت

1. ↑  "Lost - Netflix". نتفليكس. مؤرشف من الأصل في 2021-03-08. اطلع عليه بتاريخ 2017-11-24.
2. ↑  "Weekly Program Rankings" (Press release). أيه بي سي Medianet. 23 فبراير 2005. مؤرشف من الأصل في 2008-12-21. اطلع عليه بتاريخ 2008-07-30.